# Tenório
Tenório is een gemeente in de Braziliaanse deelstaat Paraíba. De gemeente telt 2.921 inwoners (schatting 2009).